# Клебанівська сільська рада
Клеба́нівська сільська́ ра́да — адміністративно-територіальна одиниця та орган місцевого самоврядування в Підволочиському районі Тернопільської області. Адміністративний центр — село Клебанівка.

## Загальні відомості
- Територія ради: 4,07 км²
- Населення ради: 661 особа (станом на 2001 рік)

## Населені пункти
Сільській раді були підпорядковані населені пункти:
- с. Клебанівка
- с. Шевченкове

## Склад ради
Рада складалася з 15 депутатів та голови.
- Голова ради: Бас Галина Степанівна
- Секретар ради: Осмола Марія Іванівна

### Керівний склад попередніх скликань
| Прізвище, ім'я, по батькові | Основні відомості                                                                    | Дата обрання | Дата звільнення |
| --------------------------- | ------------------------------------------------------------------------------------ | ------------ | --------------- |
| Бас Галина Степанівна       | Сільський голова, 1969 року народження, освіта вища                                  | 26.03.2006   | 31.10.2010      |
| Бас Галина Степанівна       | Сільський голова, 1969 року народження, освіта вища, Політична партія 'Наша Україна' | 31.10.2010   |                 |

Примітка: таблиця складена за даними сайту Верховної Ради України

### Депутати
За результатами місцевих виборів 2010 року депутатами ради стали:

#### За суб'єктами висування
| Суб'єкт висування                                       | Кількість обраних депутатів | %    |
| ------------------------------------------------------- | --------------------------- | ---- |
| Самовисування                                           | 14                          | 93,3 |
| Політична партія Всеукраїнське об'єднання «Батьківщина» | 1                           | 6,7  |

#### За округами
| № округу                                                | Прізвище, ім'я, по батькові   | Дата визнання обраним | Освіта             | Партійна приналежність | Відомості про обраного депутата                   |
| ------------------------------------------------------- | ----------------------------- | --------------------- | ------------------ | ---------------------- | ------------------------------------------------- |
| Політична партія Всеукраїнське об'єднання «Батьківщина» |                               |                       |                    |                        |                                                   |
| 8                                                       | Кучабський Ярослав Андрійович | 05.11.2010            | вища               | позапартійний          | тимчасово не працює                               |
| Самовисування                                           |                               |                       |                    |                        |                                                   |
| 1                                                       | Шугай Юрій Володимирович      | 05.11.2010            | середня спеціальна | позапартійний          | тимчасово не працює                               |
| 2                                                       | Буняк Ігор Михайлович         | 05.11.2010            | вища               | позапартійний          | НВК, директор                                     |
| 3                                                       | Осмола Марія Іванівна         | 05.11.2010            | середня спеціальна | позапартійна           | С/рада, секретар                                  |
| 4                                                       | Миколюк Петро Михайлович      | 05.11.2010            | середня спеціальна | позапартійний          | тимчасово не працює                               |
| 5                                                       | Кучабський Ігор Богданович    | 05.11.2010            | середня спеціальна | позапартійний          | ДоглядЗа перест                                   |
| 6                                                       | Радковський Богдан Степанович | 05.11.2010            | середня спеціальна | позапартійний          | ДП АПФ"АгроКорс, шофер                            |
| 7                                                       | Макітра Ігор Орестович        | 05.11.2010            | вища               | позапартійний          | ТзОВАріол, товарознавець                          |
| 9                                                       | Макух Степан Михайлович       | 05.11.2010            | середня спеціальна | позапартійний          | тимчасово не працює                               |
| 10                                                      | Яремко Володимир Юрійович     | 05.11.2010            | середня спеціальна | позапартійний          | тимчасово не працює                               |
| 11                                                      | Майброда Степан Іванович      | 05.11.2010            | середня спеціальна | позапартійний          | ФГМайб-рода, фермер                               |
| 12                                                      | Флис Василь Володимирович     | 05.11.2010            | вища               | позапартійний          | Голов. УправЮстиції в Хмел. обл, голов спеціаліст |
| 13                                                      | Тимошик Ганна Теофілівна      | 05.11.2010            | середня            | позапартійна           | Територіальнийцентр, соц.праців.                  |
| 14                                                      | Шатан Віра Василівна          | 05.11.2010            | середня спеціальна | позапартійна           | Клебанівське від. зв'язку, листоноша              |
| 15                                                      | Варик Наталія Василівна       | 05.11.2010            | середня            | позапартійна           | КП «Скориківське», продавець                      |